# Annelles
Annelles település Franciaországban, Ardennes megyében. Lakosainak száma 130 fő (2022. január 1.). Annelles Bignicourt, Juniville, Ménil-Annelles, Perthes, Seuil, Thugny-Trugny és Ville-sur-Retourne községekkel határos.

## Népesség
A település népességének változása:
| Lakosok száma | 95   | 89   | 110  | 129  | 137  | 139  | 141  | 140  | 143  | 130  |
|               | 1968 | 1982 | 1990 | 2006 | 2013 | 2015 | 2017 | 2019 | 2020 | 2022 |